# Aarón Villegas
Aarón Villegas Trapaga (17 juni 1980) is een Spaans voormalig wielrenner die tussen 2005 en 2007 reed voor Orbea.

## Carrière
Villegas reed in 2004 enkele ereplaatsen bijeen in de Ronde van Córdoba en de Ronde van Palencia. Als gevolg daarvan kon hij het jaar erop aan de slag bij Orbea, dat na een jaar afwezigheid weer terugkeerde in de wielersport. In 2006 boekte hij zijn eerste profzege door in de derde rit van de Euskal Bizikleta te winnen. Hij versloeg Koldo Gil in een sprint-à-deux.

## Overwinningen
2006
3e etappe Euskal Bizikleta

## Ploegen
- 2005 –  Orbea
- 2006 –  Orbea
- 2007 –  Orbea-Laukiz F.T.

Albizuri · Amuriza · Arrizabalaga · Celis · del Nero · Díaz · Domínguez · Mezo · Otxotorena · A. Pérez · R. Pérez · Villegas · Zubero · Zumeta
Agirre · Amuriza · Armstrong · Celis · Díaz · Domínguez · Lazkano · Melero · Mezo · Otxotorena · Pérez · Velasco · Villegas · Zubero · Zumeta